# Équipe de France de moto-ball
 (août 2019).
L'Équipe de France de Moto-Ball est une équipe nationale sportive affiliée à la FFM de la branche moto-ball de la fédération.

## Le sport
En France, les divisions Élite 1 et 2 comptent en tout 13 clubs. Chaque formation de moto-ball est composée de quatre joueurs plus un gardien qui n'est pas à moto sur le terrain ainsi qu'un maximum de 5 remplaçants (10 joueurs maximum sur la feuille de match). Le ballon pèse environ 1 kg et mesure 40 cm de diamètre. Les matchs sont arbitrés par deux arbitres, un dans chaque camp, assistés de deux juges de lignes. Les arbitres possèdent 4 cartons : Vert (sortie 5 minutes avec remplacement), Jaune (sortie 5 minutes sans remplacement), Bleu (expulsion du joueur, remplacement autorisé au bout de 5 minutes) et Rouge (expulsion du joueur sans remplacement). Ce sport se pratique sur un terrain de football, avec les mêmes buts, composés en majorité en France de clapicette (gravier fin) ou de terrains stabilisés (goudron) La partie se déroule en quatre périodes de 20 minutes.

## Histoire
Officiellement, l'Équipe de France de Moto-Ball naît dans les années 1980 et remporte le Championnat d'Europe de 1982 en URSS. L'équipe connaîtra par la suite deux autres sacres : en 1993 et 1999 lors des deux Championnats d'Europe en France. Au cours des années 2000 et 2010, la France terminera souvent dans les 3 premiers sans pour autant décrocher un nouveau titre, qui lui échappe depuis 1999.
En 2019, l'Équipe de France U18, en place depuis seulement 3 ans, décroche son premier titre de Champion d'Europe U18 au cours du Championnat d'Europe des Nations à Mörsch, en Allemagne.

## Palmarès

### Équipe de France Séniors
- 4x Champion d'Europe des Nations (1982, 1993, 1999 et 2024)

### Équipe de France u18
- 1x Champion d'Europe des Nations U18 (2019)